# Тросково
Тро̀сково е село в Югозападна България. То се намира в община Симитли, област Благоевград.

## Население

### Етнически състав
Преброяване на населението през 2011 г.
Численост и дял на етническите групи според преброяването на населението през 2011 г.:
|                     | Численост |
| Общо                | 29        |
| Българи             | 28        |
| Турци               | -         |
| Цигани              | -         |
| Други               | -         |
| Не се самоопределят | -         |
| Неотговорили        | 1         |

## География
Село Тросково се намира в планински район. Разположено е в източните склонове на Влахина планина, на надморска височина около 500 m. Край селото е разположен Тросковският манастир „Свети Архангел Михаил“.

## История
През XIX век Тросково е чисто българско село, числящо се към Горноджумайската кааза на Серския санджак. В „Етнография на вилаетите Адрианопол, Монастир и Салоника“, издадена в Константинопол в 1878 година и отразяваща статистиката на населението от 1873 година, Троково (Trocovo) е посочено като село с 28 домакинства и 120 жители българи.
В 1891 година Георги Стрезов пише за селото:
| „ | Тросково, село 5 часа далеч от Джумая. Една българска църква и манастир „Св. Архангел“. Редовно училище няма; когато му се падне само, попът събира няколко момчета и ги учи славенски прочит. 140 къщи, българе, земледелци. | “ |

Към 1900 година според известната статистика на Васил Кънчов („Македония. Етнография и статистика“) населението на селото брои 800 души, всичките българи християни.
При избухването на Балканската война в 1912 година 9 души от Тросково са доброволци в Македоно-одринското опълчение.

## Личности
Родени в Тросково
- Никола Стаменов (1838 – с. 1911), български свещеник, ръкоположен през 1866 година, след което служи в Тросковския манастир, между 1878 и 1911 година служи в родното си село[7]
- Серафим Рилски (Златко Николов, ? – 1869), български църковен деец

Починали в Тросково
- Коста Савов Морвяков, български военен деец, подпоручик, загинал през Междусъюзническа война[8]
- Христо Николов Икономов, български военен деец, подпоручик, загинал през Междусъюзническа война[9]